# Meteor Studios
Meteor Studios var ett kanadensiskt företag vigt åt datoranimation. Det deltog i effektskapandet till flera långfilmer och tilldelades flera nomineringar. Företaget gick bankrutt 2008.

## Filmografi i urval
- Catwoman (2004)
- Scooby Doo 2 – Monstren är lösa (2004)
- Exorcisten: Begynnelsen (2004)
- Fantastic Four (2005)
- 300 (2006)
- Resan till Jordens medelpunkt (2008)

## TV-program / TV-serier i urval
- When Dinosaurs Roamed America (2001)
- Valley of the T-Rex (2001)
- Dinosaur Planet (2003)
- Alien Planet (2005)